# 伊里里河

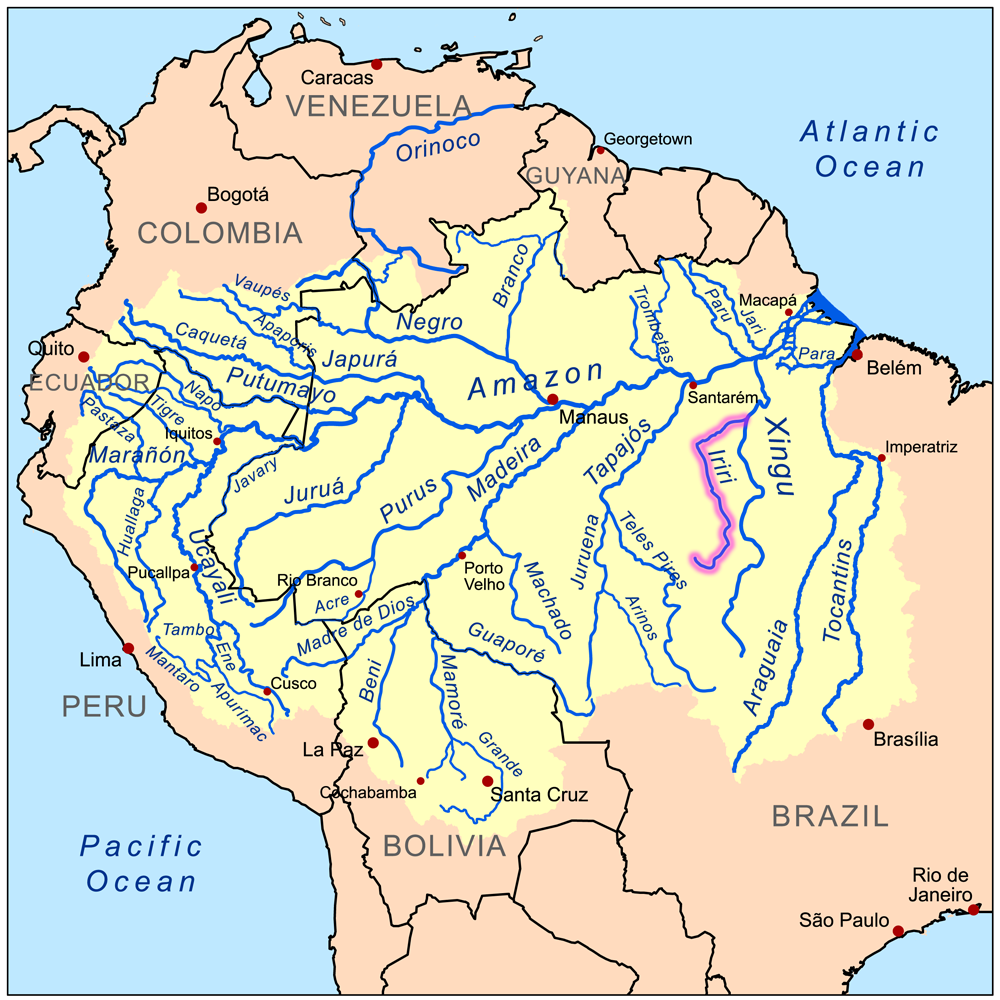
亞馬遜盆地（紫色為伊里里河）

伊里里河（葡萄牙語：Rio Iriri）是位於巴西帕拉的欣古河支流，河道全長1,300公里（808英哩），是全球第115長的河流，也是亞馬遜盆地第15長的河流。
伊里里河上游是巴拿拉人（Panará）的傳統聚居地。
3°49′00″S 52°36′20″W / 3.8167°S 52.6056°W